# Kata Kálmán
Kata Kálmán (1909 - 1978) foi uma fotógrafa húngara.
Em 2012 o seu livro A Csibe-ügy. Egy fotográfus naplója Móricz Zsigmond utolsó éveiről (em português: O Caso Csibe. Diário do fotógrafo sobre os últimos anos de Zsigmond Móricz) foi publicado postumamente.
O seu trabalho encontra-se incluído no Museu de Belas Artes de Houston, no Instituto de Arte de Chicago, e no Museu de Fotografia Húngaro, em Kecskemét.